# Ahmed Ajeddou
Ahmed Ajeddou est un footballeur international marocain né le 14 avril 1982 à Marrakech au Maroc. Il joue au poste de milieu offensif au  KACM.

## Biographie
Ahmed Ajeddou commence le football dans son quartier avant d'être repéré par le Kawkab de Marrakech, l'un des plus anciens clubs de la ville où il passe par toutes les catégories. Encore junior, il est titularisé en équipe première qui évolue en seconde division. Il est alors recruté par le Najm de Marrakech. Il s'impose alors comme le maître à jouer de l'équipe et se fait remarquer par de nombreux clubs, il poursuit alors sa carrière aux FAR de Rabat, dirigés par Mhamed Fakhir, lors de la saison 2003-2004.
Ahmed Ajeddou gagne sa place de titulaire au poste de milieu offensif, et dispute son premier match sous ses nouvelles couleurs contre la Renaissance de Settat. Il inscrit son premier but contre le Chabab Mohammédia. Élément majeur de l'équipe, Ahmed Ajeddou réussit neuf réalisations, toutes compétitions confondues, au cours de sa première année de présence dont huit en championnat. Il termine deuxième meilleur buteur derrière Mustapha Bidodane qui inscrit 13 buts. il est alors appelé en équipe du Maroc espoirs par le sélectionneur Mustapha Madih.
Il est ensuite appelé en sélection A et dispute un match amical face à l'Angola. Il n'est cependant pas appelé pour disputer les matchs qualificatifs pour la coupe d'Afrique des nations.
Le sociétaire des FAR, est devenu rapidement l'un des meilleurs joueurs du club et du championnat national par des débordements à base de dribbles et de changements de direction. Ses services précis et sa mobilité font merveille. Il est difficile à déséquilibrer quand il part balle au pied. Il conserve bien le ballon, il cultive un opportunisme de bon aloi, Ajeddou est un médian fort précieux. Lors de la Supercoupe d'Afrique disputée en 2005 entre le club égyptien d'Al Ahly SC et les FAR, Ajeddou a été sacré meilleur joueur de la compétition.
En décembre 2006, il est prêté au club qatari d'Al-Wakrah, il revient de prêt durant le mercato d'été 2007.
Le mardi 27 novembre 2007, il a rejoint le club libyen d'Al Ahly Tripoli où il signe un contrat d'une durée de trois ans. Le montant de la transaction était de 500 000 euros dont 400 000 euros pour les FAR de Rabat et 100 000 pour le joueur. Il marque son premier but avec son nouveau club d'Al Ahly le 16 février 2008 lors d'un match du championnat libyen comptant pour la 16e journée.
En juin 2008, il est convoqué par le sélectionneur intérimaire marocain Fathi Jamal pour disputer les éliminatoires de la Coupe du monde de 2010. Ainsi, le 21 juin, il dispute en tant que titulaire la rencontre face au Rwanda à Casablanca. Cette rencontre marque la victoire des Marocains par 2 buts à 0.
En 2009, il signe au Wydad de Casablanca. Avec ce club, il remporte sa première année le championnat du Maroc en 2010, puis parvient l'année d'après, en 2011, en finale de la Ligue des champions de la CAF, perdue face à l'équipe tunisienne de l'Espérance sportive de Tunis.
Le 28 août 2012, il signe un contrat de deux années, d'une valeur de 2 millions de dirhams marocains, en faveur du Maghreb de Fès.
Le mardi 7 janvier 2014, il signe son retour chez les FAR de Rabat.
| Caps | Date       | Match            | Lieu       | Score | Compétition      | But |
| 1    | 18/02/2004 | Maroc - Suisse   | Rabat      | 2 - 1 | Amical           | 1   |
| 2    | 31/03/2004 | Maroc - Angola   | Rabat      | 3 - 1 | Amical           | --  |
| 3    | 23/05/2006 | USA – Maroc      | Nashville  | 0 - 1 | Amical           | --  |
| 4    | 28/05/2006 | Mali - Maroc     | Colombes   | 1 - 0 | Amical           | --  |
| 5    | 04/06/2006 | Colombie - Maroc | Barcelone  | 2 - 0 | Amical           | --  |
| 6    | 21/06/2008 | Maroc - Rwanda   | Casablanca | 2 - 0 | Elim.CAN/CM 2010 | --  |
| ---- | ---------- | ---------------- | ---------- | ----- | ---------------- | --- |

## Palmarès
- Vainqueur de la coupe de la CAF en 2005 avec les FAR de Rabat.
- Finaliste de la coupe de la CAF en 2006 avec les FAR de Rabat et en Ligue des champions 2011 avec le Wydad de Casablanca.
- Finaliste de la Supercoupe de la CAF en 2005 avec les FAR de Rabat.
- Champion du Maroc en 2005 avec les FAR de Rabat et 2010 avec le Wydad de Casablanca.
- Vice-champion du Maroc en 2004, 2006 et 2007 avec les FAR de Rabat.
- Vainqueur de la Coupe du trône en 2003, 2004 et en 2007 avec les FAR de Rabat.

## Distinctions
- Ajeddou a figuré dans l'équipe type arabe 2006. Le top 11 qui y figure n'est composé que de joueurs évoluant dans des championnats de football arabe.
- Il a figuré deux fois dans le Onze d’Or du GNF 1 (en 2003 et 2004).
- Meilleur joueur du match de la Supercoupe de la CAF disputée en 2005 entre Al Ahly SC et les FAR de Rabat.